# Самица (тамбура)
Самица или дангубица је врста мале тамбуре карактеристична за српску, хрватску и словеначку културу. Због своје мелодијско-хармонској природе  традиционално се користе као солистички инструменти. Умеће свирања на самицама уврштено је децембра 2023. године на листу Нематеријалног културног наслеђа Србије.

## Етимологија
Назив „дангубица” инструмент је добио захваљујући томе што је био популаран међу пастирима, који су обично свирали како би прекратили време (дангубили).
Назив „самица” такође се може приписати пастирима, јер су обично сами док чувају своја стада, па свирком побеђују и самоћу. Друго објашњење је да овај назив потиче од чињенице да се традиционално користи као солистички инструмент. Чак и када се свирају здружено, све самице имају исту функцију.

## Порекло
Тамбурице самице карактеристичне су за динарску културу, односно становништво Динарских планина. На простор Србије донело их је српско становништво досељено из тих крајева.

## Техника свирања
Тамбурица самица је жичани инструмент који има две једноструке или дупле жице, дугачак врат са резовима и тело у облику крушке. Једна жица (или пар жица) се користи за свирање мелодије, док се на другој свира континуирана нота, позната као дрон. Штимовање самице или дангубице веома је разнолико.
На самицама се свирају мелодије народних игара и песама, а самичар је најчешће онај који започиње песму. Репертоар чине игре типичне за матично подручје, укључујући и оне раније донете из других крајева, посебно из Славоније, али и мелодије које су укључене у репертоар током живота у Србији.